# آندره اونبل

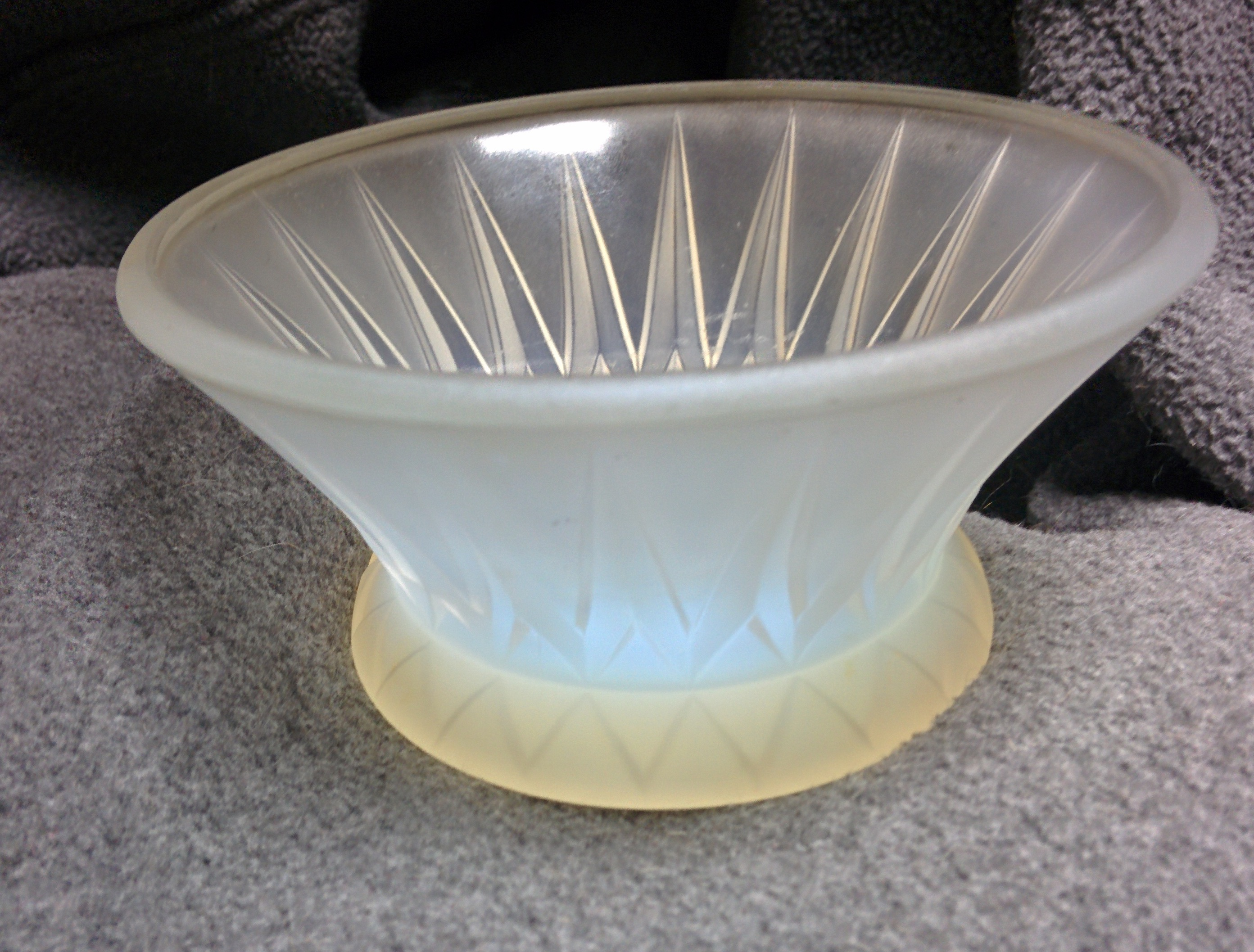
کاسهٔ شیشه‌ای با طرح «کاکتوس» اثرِ آندره اونبل (حوالی ۱۹۳۰)

آندره اونبل (فرانسوی: André Hunebelle‎؛ ۱ سپتامبر ۱۸۹۶ – ۲۷ نوامبر ۱۹۸۵) یک استاد برجستهٔ شیشه‌گری و کارگردان فیلم اهل فرانسه بود.
از فیلم‌ها یا برنامه‌های تلویزیونی که وی در آن نقش داشته‌است، می‌توان به فانتوماس و سه تفنگدار اشاره کرد.